# 以色列—西班牙關係
以色列和西班牙自1986年以来一直保持外交关系。以色列在马德里设有大使馆。西班牙在特拉维夫设有大使馆，在海法设有名誉领事馆，在耶路撒冷设有总领事馆。总领事馆被认为是对耶路撒冷(包括西耶路撒冷和东耶路撒冷)、加沙和约旦河西岸领土的外交使团。这两个国家除了是联合国的会员国之外，还是地中海联盟的成员国。这两个国家还通过欧盟参与了各种方案和协定。由于西班牙是欧洲联盟的一个成员，因此也参与了欧盟与以色列的联系。

## 历史

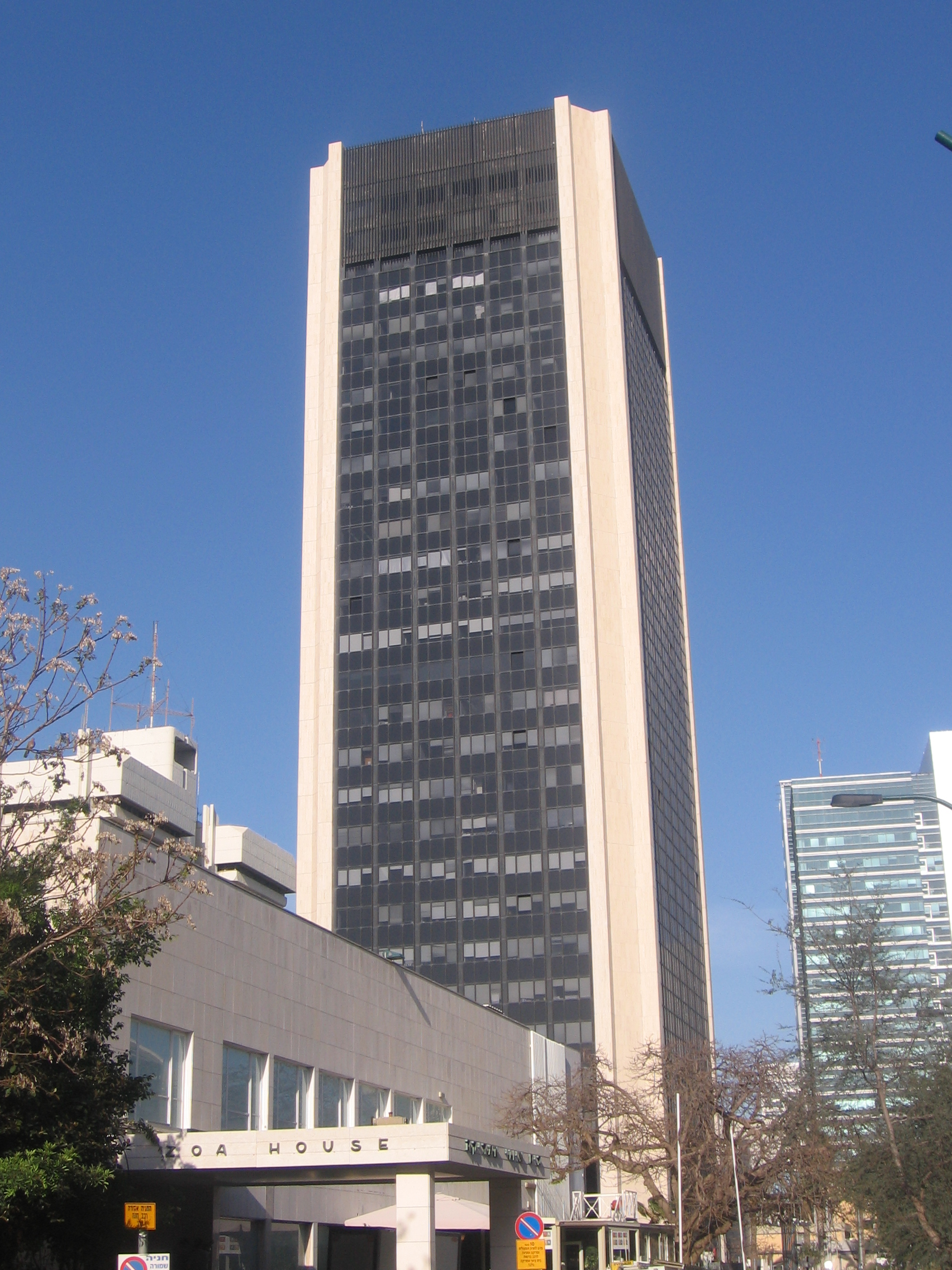
西班牙大使馆，位于特拉维夫

西班牙对中东的政策是由佛朗哥政权的性质和二战后的政治所决定的。佛朗哥曾向以色列示好，但没有承认这个国家，尤其是因为后者的政府没有兴趣被这样的政权承认。新成立的以色列对佛朗哥独裁政权的彻底抵制是出于国内政治和意识形态方面的原因。1949年，由于佛朗哥政权对轴心国的同情和物质支持，以色列在联合国大会上投票反对解除对西班牙的制裁。两国之间的敌意为西班牙与不结盟的阿拉伯国家建立关系铺平了道路(培育所谓的“传统的西班牙-阿拉伯友谊”)，这帮助西班牙克服了国际孤立。阿拉伯和西班牙友谊的基石是不承认以色列。而在这些年里，反犹书籍锡安长老会纪要在西班牙出版了好几版，然后该政权最极端的派系将将此书当成事实真相。尽管两国没有外交关系，但是佛朗哥政府在20世纪60年代帮助从摩洛哥移民的犹太人，并在1967年的六日战争期间向埃及犹太人颁发了通行证，使他们能够移民。
前佛朗哥政权一直保持亲阿拉伯的立场，即使在向民主过渡之后也很难改变。佛朗哥死后，由阿道弗·蘇亞雷斯领导的西班牙政府宣布，除非以色列从占领区撤出并允许巴勒斯坦建国，否则西班牙政府不会承认以色列。1982年苏亚雷斯辞职后，西班牙政府的新首相莱奥波尔多·卡尔沃-索特洛似乎倾向于开启西班牙和以色列之间的关系，但这不得不等待下一届政府，因为外交大臣何塞·佩德罗·佩雷斯-略尔卡持亲阿拉伯的立场，并且反对贝鲁特难民营大屠杀，而且他还担心阿拉伯国家会对西班牙采取石油禁运的制裁。佩雷斯-略尔卡后来成为科威特石油公司的顾问。
不过，在恢复友好关系方面也采取了一些小举措，包括与以色列驻设在马德里的联合国世界旅游组织代表塞缪尔·哈达斯的非正式接触。哈达斯是以色列工党的成员，他负责创建了“西班牙之友”协会和一个对话小组，其中包括几名西班牙社会主义工人党议员，如恩里克·穆吉卡·赫尔佐格，以及执政党民主中间联盟的成员。

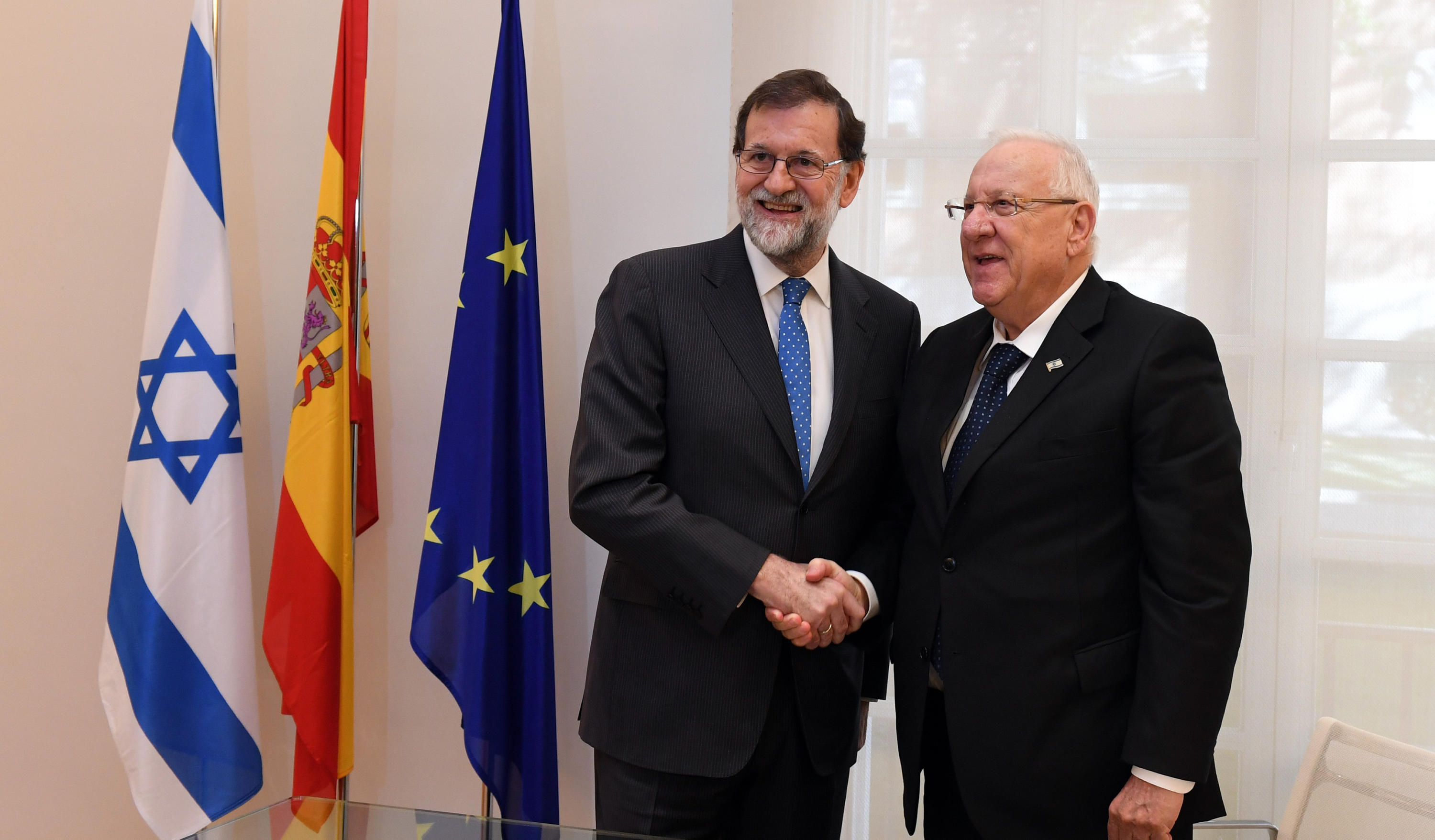
2017年11月7日，以色列总统鲁文·里夫林会见西班牙首相马里亚诺·拉霍伊

为了同以色列建立全面的外交关系，三年前以社会主义纲领当选的首相费利佩·冈萨雷斯主席于1985年4月25日给阿拉伯联盟秘书长切德利·克利比写了一封私人信，通知他西班牙的计划。继木脚行动之后，西班牙政府对袭击事件发出强烈谴责，并暂时搁置了承认以色列的进程。第二年一月西班牙政府在马德里与阿拉伯国家大使进行了进一步的对话，向他们介绍了西班牙即将实施的计划。西班牙和以色列于1986年1月17日建立外交关系。塞缪尔·哈达斯被任命为驻马德里的以色列大使。西班牙于1月1日加入欧洲经济共同体。不久，巴解组织在马德里设立了一个代表办事处，“作为西班牙与巴勒斯坦人民友好的传统政策的证据，并作为实现持久、公正和全球性解决以色列-阿拉伯冲突的工具”。
2000年，西班牙取消了对以色列加入联合国西欧集团的否决，这是基于以色列临时正式会员的永久续期，结束了以色列的行政僵局。由于亚洲集团中绝大多数穆斯林国家的反对，以色列的亚洲集团成员资格一直被搁置。
2011年10月，西班牙王储费利佩和他的妻子莱蒂西亚公主抵达以色列，进行为期两天的国事访问，庆祝两国建交25周年，并会见当地科学家。
2023年11月30日，西班牙首相桑切斯表示，他“严重怀疑”以色列是否遵守国际人道主义法。他在加沙地带看到的情况是“不可接受的”。以色列隨即决定召回该国驻西班牙大使。

## 宗教和文化联系
许多以色列人是从西班牙移民的犹太人，在文化上与伊比利亚半岛有关，犹太人在15世纪末被驱逐出伊比利亚半岛。许多以色列人也是西班牙和葡萄牙的犹太人的后裔，从以前驱逐犹太人的伊比利亚半岛而来。一些以色列人现在住在西班牙，在西班牙还有一个小型的当代犹太人社区。许多西班牙人也有犹太人血统，最近的一项研究估计这个数字高达20%。以色列报纸Maariv指出，根据西班牙首相何塞·路易斯·罗德里格斯·萨帕特罗自己承认，他的家族是犹太人后裔，可能来自马雷诺斯家族。
为了纪念西班牙和以色列建立外交和文化关系25周年，马德里的普拉多博物馆把埃尔·格雷考的一幅画借给了耶路撒冷的以色列博物馆。以色列第五任总统伊扎克·纳冯和西班牙驻以色列大使阿尔瓦罗·伊兰佐·古铁雷斯出席了特别晚会。

## 双边贸易
2010年，双边贸易总额为16.9亿欧元，其中以色列对西班牙出口8.53亿欧元，西班牙对以色列出口8.36亿欧元。西班牙大使馆的经济和商业顾问何塞·拉内罗表示，他期待更多的合作项目，尤其是在技术领域。

## 大使馆
以色列大使馆位于西班牙马德里。
西班牙大使馆位于以色列的特拉维夫。西班牙還在耶路撒冷設有領事館。2024年5月27日，以色列禁止西班牙驻耶路撒冷领事馆向約旦河西岸居民提供服务。